# Mitsugu Watanabe
Mitsugu Watanabe (渡辺 貢 Watanabe Mitsugu?) (Tokio, Imperio del Japón, 4 de marzo de 1928 – Prefectura de Saitama, Japón, 12 de junio de 2022) fue un político japonés. Miembro del Partido Comunista de Japón, sirvió en la Cámara de Representantes desde 1979 hasta 1983.
Murió en la Prefectura de Saitama el 12 de junio de 2022 a la edad de 94 años.